# Пейнакер, Адам
Адам Христиан Пейнакер, или Пинакер (нидерл. Adam Christiaensz Pynacker, Pijnacker; 15 февраля 1622, Схидам — 28 марта 1673, Амстердам) — голландский живописец-пейзажист и гравёр Золотого века искусства Голландии. Романист.

## Биография
Согласно данным Арнольда Хоубракена художник родился в 1621 году в деревне Пейнакер, расположенной между Схидамом и Делфтом. Он был сыном виноторговца Кристиана Пейнакера (1579—1660) и Марии Янсдр Грасвинкель. О начальном этапе его обучения ничего не известно; затем он отправился в Италию, где пробыл три года. В Италии Пейнакер стал убеждённым романистом — приверженцем итальянской, в первую очередь римской культуры.
В 1658 году художник принял католичество, чтобы жениться на Еве Марии де Гест, дочери фризского художника Вайбранда де Геста.
Два года спустя его портрет был написан его тестем в качестве пандана к более раннему портрету его жены. В Схидаме он крестил двух детей, но с 1661 года до своей смерти он жил на Розенграхте в Амстердаме. Адам Пейнакер стал успешным мастером романистского пейзажа.
В Делфте под фамилией Пейнакер были известны Адриан и Якоб, возможно родственники Адама Пейнакера, мастера росписи знаменитых делфтских фаянсов, работавшие в 1608—1707 годах вместе с Адамом де Кейзером в «китайском стиле».
Картина Адама Пейнакера, украденная нацистами в Бельгии, обнаружена в Русском музее в Санкт-Петербурге в 2009 году.
В санкт-петербургском Эрмитаже имеется шесть картин Адама Пейнакера.

## Галерея
- Итальянский речной пейзаж. 1673. Холст, масло. Частное собрание
- Пейзаж в Тиволи. Ок. 1648. Дерево, масло. Музей истории искусств, Вена
- Пейзаж с игрой. Ок. 1665. Холст, масло. Далиджская картинная галерея, Лондон
- Пейзаж с разъярённым быком. Между 1665 и 1670. Холст, масло. Художественная галерея Нового Южного Уэльса, Сидней, Австралия
- Мост в итальянском пейзаже. Ок. 1653. Дерево, масло. Далиджская картинная галерея, Лондон
- На берегу озера. Ок. 1670. Холст, масло. Музей Бойманса-ван Бёнингена, Роттердам
- Южный порт. 1660-е. Дерево, масло. Музей изящных искусств, Бостон, Массачусетс, США